# امه الفارسیه
براساس تواریخ اسلامی، امة الفارسیة (زاده اصفهان) اولین زن ایرانی است که اسلام آورد. گفته شده است که وی سلمان فارسی  را در  مکه  بسوی پیامبر اسلام راهنمایی کرد. عبداللّه بن عباس از قول سلمان آورده: «چون بر عزیمت به یثرب (مدینه) مصمم شدم و قصد پای بوسی خواجه کائنات حضرت محمد مصطفی صلی اللّه علیه و آله و سلم، نمودم در آنجا زنی اصفهانی را دیدم که در وصول به یثرب و دولت دریافت سعادت اسلام بر من سبقت گرفته بود و او مرا به سوی آن حضرت راهنمایی کرد. برخی نیز اولین ملاقات سلمان با «امة الفارسیه» را در مکه ذکر کرده‌اند.»